# Piero Alva Niezen
Piero Fernando Alva Niezen (Lima, 14 de febrero de 1979) es un exfutbolista peruano. Jugaba como delantero y su primer equipo fue América Cochahuayco. Su último club antes de retirarse fue Cienciano. Es hijo del exfutbolista Fernando Alva.

## Trayectoria

### Inicios y Divisiones Menores
Inició su carrera futbolística a los 14 años de edad en la categoría juvenil del Ciclista Lima. Luego jugó por los juveniles de Universitario y posteriormente por la U de América, un equipo de segunda división. 

### Universitario de Deportes y el Tricampeonato
En 1998 fue promovido por el entrenador Osvaldo Piazza al primer equipo de Universitario de Deportes y peleó el titularato con atacantes extranjeros de mucho renombre. En la segunda mitad de aquel año Piero comenzó a jugar con regularidad los partidos de primera división, debutando con 19 años el 25 de octubre frente al Sporting Cristal. En 1999 su club cambió de técnico, pasando a ser dirigido por Miguel Company  peligrando su permanecía regular en el once titular.
A pesar de todo el equipo salió campeón del torneo apertura de aquel año, pero la relación del técnico con el plantel era insostenible por lo cual el técnico fue cesado de su cargo en el mes de agosto. En agosto de ese año arribó un nuevo entrenador: Roberto Chale, él ya venía de entrenar a las divisiones menores del club, abriéndose las posibilidades que Piero y los demás jóvenes jueguen en el equipo. Poco a poco Piero se convirtió en una de las principales piezas de cambio en la delantera crema, que finalmente terminó con coronarse bicampeón nacional. Para el año 2000 el atacante contaba con la confianza del entrenador, quien decidió que ya era hora para ubicarlo en el equipo base.
Alva inició el año como titular, formando una dupla letal con el brasileño Eduardo Esidio. El delantero de 21 años se complementó muy bien con Esidio y logró anotar cinco goles en al apertura, y doce goles en el clausura coronándose tricampeón nacional. 

### Llegada a Sporting Cristal y su primera salida al exterior
Debido a su gran desempeño en Universitario de Deportes, el Sporting Cristal decidió romper el mercado contratando al joven delantero para la siguiente temporada. En la campaña del 2001 Alva anotó once goles, a pesar de que todos decían que no superaba al Piero del 2000. Luego de permanecer hasta la primera mitad del 2002 despertó el interés en varios clubes de Argentina.
Para julio de ese año, logró fichar por su primer club del extranjero: Unión de Santa Fe de Argentina. Lamentablemente no logró consolidarse, por lo que no llegó a tener mucha continuidad, pudiendo permanecer solo 6 meses en calidad de préstamo. 

### Retorno al Perú: Boys, Sullana y regreso a la U
En búsqueda de continuidad regresó al Perú para fichar por el Sport Boys, donde tuvo destacadas jornadas bajo la dirección del técnico argentino, que por entonces era poco conocido, Jorge Sampaoli, quedando muy cerca de coronarse campeón. Para el 2004, luego de la salida de Sampaoli y una crisis económica en el Boys, ficha por el  Alianza Atlético, donde volvió a redondear buenas actuaciones que le valieron para ser observado nuevamente por el club de sus amores Universitario de Deportes.
Permaneció en tienda crema desde mediados del 2004 hasta el 2007, siendo dirigido por diversos entrenadores como José Basualdo, Carlos Compagnucci, Jorge Amado Nunes, Edgar Ospina, entre otros. Durante esta segunda etapa en la U y tras el retiro del ídolo crema José Luis Carranza se convirtió en referente del club, siendo uno de los líderes del equipo junto a sus compañeros del tricampeonato, el capitán Luis Guadalupe, el arquero Juan Flores y el mediocampista Gregorio Bernales. Sin embargo, no lograron conseguir ningún título importante.

### Segunda salida al exterior y llegada a Cienciano
A mediados del 2007 volvió a emigrar, tras tener diferencias con el entrenador paraguayo Jorge Amado Nunes y no dejó pasar la oportunidad de dar el salto al exterior para jugar por el Skoda Xanthi de Grecia, donde se mantuvo una temporada. 
En julio del 2008 fue contratado por el Cienciano del Cuzco para jugar el Torneo Clausura, coincidiendo con su regreso a la selección peruana en paralelo, tras varios años de no haber sido considerado. Tras esto, volvió a ponerse en la órbita de los clubes grandes, despertando el interés de Alianza Lima, Sporting Cristal y Universitario de Deportes.

### Segundo regreso a la U: Campeonato del 2009
Para el año 2009 regresó a Universitario de Deportes, por ser pedio expreso del entrenador peruano Juan Máximo Reynoso, obteniendo el campeonato después de ganar los dos partidos de la eliminatoria a Alianza Lima, dejando para el recuerdo una postal con su gol en la primera final. Se mantendría en tienda crema durante el año 2010, realizando una destacada participación en Copa Libertadores, siendo muy recordado su gol al Club Atlético Lanús. En el 2011, nuevamente la U volvió a atravesar problemas económicos, que lo alejaron del club. 

### Últimos años
En 2011, volvió a Sporting Cristal para jugar la etapa final del torneo peruano, al mando del DT que lo tuvo en Universitario en 2009 y 2010, Juan Reynoso. Fue muy criticado por los hinchas del club al no convertir goles, y luego de que Juan Reynoso renunció al cargo de técnico, el club decidió no contar más con él.
En el año 2012 firmó un contrato que lo vinculó a Oriente Petrolero de Bolivia. A fines de temporada y a la culminación de su contrato con Oriente Petrolero la dirigencia del club boliviano decidió no renovarle. 
Este mismo año regresó al Perú para jugar por F. B. C. Melgar las liguillas finales del torneo donde cumplió una buena labor en el cuadro arequipeño, al año siguiente fichó por la Universidad César Vallejo, con un muy buen contrato para un jugador veterano y fue titular en la primera parte del torneo; sin embargo, fue transferido al José Gálvez donde volvió a ser dirigió por Julio Zamora, con quien trabajó en Melgar, pero terminó perdiendo la categoría. 
En 2014 regresó a Melgar a pedido de Juan Reynoso, quien lo consideraba pieza clave para su vestuario, a pesar de que para ese año ya era un jugador veterano. En 2015 fichó por Cienciano, tras su no renovación con Melgar y al final de año perdió la categoría. Tras negarse a jugar Segunda División y con 37 años de edad, decidió poner punto final a su carrera, rechazando incluso una oferta del Boys para jugar el ascenso.

## Clubes
| Club                      | País      | Año       |
| ------------------------- | --------- | --------- |
| América Cochahuayco       | Perú      | 1997      |
| Universitario             | Perú      | 1998-2000 |
| Sporting Cristal          | Perú      | 2001-2002 |
| Unión de Santa Fe         | Argentina | 2002      |
| Sport Boys                | Perú      | 2003      |
| Independiente Santa Fe    | Colombia  | 2003      |
| Alianza Atlético          | Perú      | 2004      |
| Universitario             | Perú      | 2004-2007 |
| Skoda Xanthi              | Grecia    | 2007-2008 |
| Cienciano                 | Perú      | 2008      |
| Universitario             | Perú      | 2009-2011 |
| Sporting Cristal          | Perú      | 2011      |
| Oriente Petrolero         | Bolivia   | 2012      |
| FBC Melgar                | Perú      | 2012      |
| Universidad César Vallejo | Perú      | 2013      |
| José Gálvez FBC           | Perú      | 2013      |
| FBC Melgar                | Perú      | 2014-2015 |
| Cienciano                 | Perú      | 2015      |

## Selección nacional
Ha sido internacional con la Selección de Perú en 16 ocasiones y ha marcado 3 goles. Debutó en la selección el 8 de octubre de 2000, en un encuentro ante la selección Bolivia, y su primer gol lo anotó el 14 de noviembre de 2001, en un encuentro disputado en la ciudad de Lima ante el mismo rival. Formó parte de la selección peruana que disputó la Copa Kirin 2005, y las eliminatorias para los mundiales de Corea del Sur y Japón 2002, Alemania 2006 y Sudáfrica 2010.

### Participaciones en Eliminatorias
| Eliminatorias      | Selección | Resultado           | PJ | G |
| ------------------ | --------- | ------------------- | -- | - |
| Eliminatorias 2002 | Perú      | 8.º (No clasificó)  | 3  | 1 |
| Eliminatorias 2010 | Perú      | 10.º (No clasificó) | 6  | 1 |

## Palmarés

### Torneos cortos
| Título          | Club          | País | Año  |
| --------------- | ------------- | ---- | ---- |
| Torneo Apertura | Universitario | Perú | 1999 |
| Torneo Apertura | Universitario | Perú | 2000 |
| Torneo Clausura | Universitario | Perú | 2000 |

### Campeonatos nacionales
| Título           | Club          | País | Año  |
| ---------------- | ------------- | ---- | ---- |
| Primera División | Universitario | Perú | 1998 |
| Primera División | Universitario | Perú | 1999 |
| Primera División | Universitario | Perú | 2000 |
| Primera División | Universitario | Perú | 2009 |

### Copas internacionales
| Título     | Club              | País  | Año  |
| ---------- | ----------------- | ----- | ---- |
| Copa Kirin | Selección de Perú | Japón | 2005 |
| Copa Crema | Universitario     | Perú  | 2011 |